# Myrcia anacardiifolia
Myrcia anacardiifolia är en myrtenväxtart som beskrevs av George Gardner. Myrcia anacardiifolia ingår i släktet Myrcia och familjen myrtenväxter. Inga underarter finns listade i Catalogue of Life.